# Hank Jones
Hank Jones (Vicksburg, 1918. július 31. – New York, 2010. május 16.) amerikai dzsesszzongorista, zenekarvezető, hangszerelő, zeneszerző. Ötször jelölték Grammy-díjra. Több mint 60 albuma jelent meg. 1962. május 19-én ő zongorázott, amikor Marilyn Monroe John F. Kennedy születésnapján az elnöknek énekelt.

## Pályafutása
Apja baptista diakónus, továbbá tehetős faipari ellenőr volt, háromemeletes téglaháza volt. Az ifjú Hanknek hat testvére volt. Édesanyja énekelt, két idősebb nővére zongorázott, egyik öccse trombitált, a másik dobolt.
Jones maga zongorázni tanult. Earl Hines, Fats Waller, Teddy Wilson és Art Tatum voltak rá a legnagyobb hatással. 13 éves korában már Michigan és Ohio területén koncertezett. 1944-ben találkozott Lucky Thompsonnal, aki New Yorkba hívta egy klubban játszani.
New Yorkban Jones rendszeresen hallotta játszani a bebop zenészeket és elsajátította az akkor keletkezett új stílust. Dolgozott John Kirby, Howard McGhee, Coleman Hawkins, Andy Kirk, Billy Eckstine társaságában.
1947-ben turnézni kezdett. 1948 és 1953 között zongorakísérő volt Ella Fitzgerald mellett, 1948 őszén Angliába is elkísérte. Számos jelentős felvételt készített Charlie Parker társaságában is.
Artie Shaw és Benny Goodman mellett is zongorázott, továbbá Lester Young, Cannonball Adderley, Wes Montgomery Art Farmer, Benny Golson, Nancy Wilson mellett is fontos zenésztárs volt.
Az 1970-es évek végén és az 1980-as években szólistaként is működött, combokban is szerepelt (John Lewis, Tommy Flanagan, Great Jazz Trio).
2005 júniusában címzetes doktorátust kapott a Berklee College of Music  évfordulóján az Umbria Jazz Fesztiválon, Perugiában.

## Lemezek
- en:Hank Jones discography

## Díjak
- 1989: National Endowment for the Arts
- 2006: NEA Jazz Masters Awards
- 2008: National Medal of Arts
- 2009: University of Hartford
- 2009: Grammy életműdíj